# Lega giordana professionistica 2006-2007
La Jordan League 2006-2007 è stata la 57ª edizione della massima serie del campionato giordano di calcio. È stata disputata dal 22 settembre 2006 al 30 maggio 2007, e ha visto la vittoria dell'Al-Wehdat Sports Club, al suo nono titolo.

## Classifica finale
| Pos. | Squadra           | Pt | G  | V  | N | P  | GF | GS | DR  |
| ---- | ----------------- | -- | -- | -- | - | -- | -- | -- | --- |
| 1    | Al-Wehdat         | 44 | 18 | 13 | 5 | 0  | 40 | 11 | +29 |
| 2    | Al-Faisaly        | 36 | 18 | 10 | 6 | 2  | 25 | 14 | +11 |
| 3    | Al-Baqa'a         | 34 | 18 | 10 | 4 | 4  | 25 | 17 | +8  |
| 4    | Shabab Al-Ordon   | 32 | 18 | 9  | 5 | 4  | 35 | 19 | +16 |
| 5    | Al-Hussein        | 26 | 18 | 7  | 5 | 6  | 26 | 18 | +8  |
| 6    | Al-Jazira         | 26 | 18 | 7  | 5 | 6  | 22 | 19 | +3  |
| 7    | Al-Arabi Irbid    | 15 | 18 | 3  | 6 | 9  | 17 | 31 | -14 |
| 8    | Al-Ramtha         | 15 | 18 | 4  | 3 | 11 | 22 | 38 | -16 |
| 9    | Al-Yarmouk        | 14 | 18 | 3  | 5 | 10 | 15 | 28 | -13 |
| 10   | Ittihad Al-Ramtha | 4  | 18 | 0  | 4 | 14 | 10 | 42 | -32 |

Legenda:

      Campione di Giordania e ammessa alla Coppa dell'AFC 2008
      Ammessa alla Coppa dell'AFC 2008 come vincitrice della Coppa dell'AFC 2007
      Retrocesse in seconda divisione
Note:

Tre punti a vittoria, uno a pareggio, zero a sconfitta.